# 4 Dywizja Lekka (III Rzesza)
4 Dywizja Lekka (niem. 4. leichte Division) – niemiecka lekka dywizja pancerna z okresu II wojny światowej

## Historia
Dywizja została sformowana rozkazem z dnia 1 kwietnia 1938 roku w Wiedniu, po włączeniu w skład Wehrmachtu wojsk austriackich po Anschlussie Austrii. Dywizji powstała na bazie austriackiej Dywizji Szybkiej (Schnelle Division), sformowanej w 1935 roku, przejmując jej wyposażenie oraz część kadry. Jej dowódcą pozostał dowodzący Dywizją Szybką od października 1936 roku generał byłej armii austriackiej Alfred von Hubicki. Macierzystym garnizonem dywizji był Wiedeń. Dywizję zreorganizowano i wymieniono większość sprzętu na niemiecki, a jej liczebność wzrosła z 8  do 10 tysięcy żołnierzy. Włączono również do niej część pododdziałów dawnej austriackiej 1 Dywizji Piechoty.
W marcu 1939 roku dywizja uczestniczyła w zajęciu Czechosłowacji.
W trakcie kampanii wrześniowej w 1939 roku walczyła w składzie XVIII Korpusu Armijnego 14 Armii. Walczyła od 1 września 1939 roku, atakując tego dnia w Beskidzie Wyspowym w kierunku Rabki i Myślenic. Od 2 września walczyła przeciwko polskiej 10 Brygadzie Kawalerii prowadzącej działania opóźniające. 5 września została skierowana w stronę Dunajca, który zaczęła forsować 6 września. 7 września doprowadziła do rozproszenia i odegrała rolę w rozbiciu 24 Dywizji Piechoty. 8 września zdobyła Dębicę. Tego dnia ponownie starła się z 10 Brygadą Kawalerii, a 9 września wkroczyła do Rzeszowa i walczyła w rejonie Łańcuta, który zajęła 10 września. Po walkach pod Tomaszowem Lubelskim, 23 września dywizja została wycofana za San, kończąc walki w Polsce. Straty podczas kampanii według załącznika do dziennika działań wyniosły 201 zabitych, 492 rannych i 97 zaginionych, ale zdaniem Norberta Bączyka dane te są niespójne z innymi dokumentami i ogólne straty były wyższe i mogły sięgnąć 1000 żołnierzy.
Po zakończeniu walk w Polsce pozostała w odwodzie Naczelnego Dowództwa. Rozkazem z dnia 3 stycznia 1940 roku została przekształcona w 9 Dywizję Pancerną.

## Dowódca dywizji
- gen. mjr Alfred Ritter von Hubicki (1938 – 1940)

## Skład
- dowództwo
- 10 pułk strzelców kawalerii (Kavallerie-Schützen-Regiment 10)
  - I batalion
  - II batalion
- 11 pułk strzelców kawalerii (Kavallerie-Schützen-Regiment 11)
  - I batalion
  - II batalion
- 9 pułk rozpoznawczy (Aufklärungs-Regiment 9)
  - I dywizjon (motocyklowy)
  - II dywizjon (samochodów pancernych
- 33 batalion pancerny (Panzer-Abteilung 33)
- 102 pułk artylerii (Artillerie-Regiment 102) (I i II dywizjon)
- 50 batalion przeciwpancerny (Panzerabwehr-Abteilung 50)
- 86 batalion pionierów (Pionier-Bataillon 86)
- 85 batalion łączności (Nachrichten-Abteilung 85)
- 60 dywizyjne zgrupowanie zabezpieczenia (Infanterie-Divisions-Nachschubführer 60)

W 1939 roku w 33 Batalionie pancernym dywizja posiadała 34 czołgi lekkie PzKpfw I, 23 PzKpfw II i 5 czołgów dowodzenia, a w 9 Pułku Rozpoznawczym 30 samochodów pancernych SdKfz 221 i 45 SdKfz 222.